# حصار نومانثيا
حصار نومانثيا عمل مسرحي تراجيدي للأديب ميجيل دي ثيربانتس، والذي يعد الأكثر شهرة من بين أعماله المسرحية، الذي تم نشره عام 1585 في مدريد. واستلهم الكاتب هذه التراجيديا التي كتبت في عصر النهضة من هزيمة مدينة نومانثيا التاريخية في حروب كلت شبه جزيرة أيبيريا على يد الإمبراطورية الرومانية في القرن الثاني قبل الميلاد. وقد قام سكان المدينة، بعد التأكد من أنه لا مفر من الهزيمة، بحرقها ثم الانتحار؛ وقد نجا منهم 50 شخصًا، قام القائد الروماني كورنيليو الإفريقي بالسير بهم إلى روما للاحتفال بالنصر. وتشتمل المسرحية على بعض التأثيرات من التراجيديا الكلاسيكية. ويظهر الوطن والتضحية الجماعية في مواجهة حصار الجنرال إسيبيون كموضوعًا رئيسيًا في العمل، إضافة إلى الجوع الذي يقدم جزءًا من المعاناة الوجودية للإنسان الذي يبرز في صورة شخصيات رمزية والتي تتنبأ بدوره في مستقبل مجيد لإسبانيا.

## طبعات قديمة
- Vázquez, Germán (1784). La Numancia, Tragedia (بالإسبانية). Madrid: Antonio Sancha. pp. 153–273. ISBN:84-241-9865-4. Archived from the original on 2019-12-18.

## طبعات حديثة
- Schevill, Rodolfo y Adolfo Bonilla, «Comedia del çerco de Numancia», en Obras completas de Miguel de Cervantes Saavedra. Comedias y entremeses : tomo V, Madrid, [s.n.], 1920 (Gráficas Reunidas), págs. 103-204. La edición de Schevill y Bonilla sigue fundamentalmente el texto del ms. 15.000. Edición digital a partir de la ob. cit. en la Biblioteca Virtual Miguel de Cervantes, acompañada de las correspondencias con el manuscrito 15.000 y con variantes de la edición de Sancha.
- Robert Marrast, El cerco de Numancia, Mádrid, Cátedra, 1984 (Letras hispánicas, 195).
- Alfredo Hermenengildo, La destruición de Numancia, Madrid, Castalia, 1994 (Clásicos Castalia, 207).